# Benito Juárez, Santa María Chilchotla
Benito Juárez är en ort i Mexiko.   Den ligger i kommunen Santa María Chilchotla och delstaten Oaxaca, i den sydöstra delen av landet, 280 km öster om huvudstaden Mexico City. Benito Juárez ligger 921 meter över havet och antalet invånare är 194.
Terrängen runt Benito Juárez är varierad. Runt Benito Juárez är det ganska tätbefolkat, med 139 invånare per kvadratkilometer. Närmaste större samhälle är Río Sapo, 8,6 km sydost om Benito Juárez. I omgivningarna runt Benito Juárez växer i huvudsak städsegrön lövskog.